# Neotrichia jarochita
Neotrichia jarochita is een schietmot uit de familie Hydroptilidae. De soort komt voor in het Neotropisch gebied.